# Liste chronologique de jeux SG-1000
La liste chronologique de jeux SG-1000 répertorie tous les jeux vidéo sortis pour la SG-1000.
Tous ces jeux sont compatibles avec le SC-3000, la SG-1000 II et la Master System (ou Sega Mark III). Néanmoins, une cartouche adaptatrice, appelée Card Catcher, est nécessaire pour pouvoir jouer aux jeux Sega Card sur le SC-3000, la SG-1000, ainsi que sur la SG-1000 II.
| Année | Titre                            | Titre japonais                   | Genre          | Numéro | Support   | Commentaire                                  |
| ----- | -------------------------------- | -------------------------------- | -------------- | ------ | --------- | -------------------------------------------- |
| 1983  |                                  |                                  |                |        |           |                                              |
| 1983  | Borderline                       | ボーダーライン                   | Action         | G-1001 | Cartouche |                                              |
| 1983  | Safari Hunting                   | サファリハンティング             | Action         | G-1002 | Cartouche |                                              |
| 1983  | N-Sub                            | Ｎ-サブ                          | Shoot 'em up   | G-1003 | Cartouche |                                              |
| 1983  | Mahjong                          | 麻雀                             | Jeu de société | G-1004 | Cartouche |                                              |
| 1983  | Champion Golf                    | チャンピオンゴルフ               | Sport          | G-1005 | Cartouche |                                              |
| 1983  | Tsumeshogi                       | 芹沢八段の詰将棋                 | Jeu de société | G-1006 | Cartouche |                                              |
| 1983  | Congo Bongo                      | コンゴボンゴ                     | Action         | G-1007 | Cartouche |                                              |
| 1983  | Yamato                           | ＹＡＭＡＴＯ                     | Shoot 'em up   | G-1008 | Cartouche |                                              |
| 1983  | Champion Tennis                  | チャンピオンテニス               | Sport          | G-1009 | Cartouche |                                              |
| 1983  | Star Jacker                      | スタージャッカー                 | Shoot 'em up   | G-1010 | Cartouche |                                              |
| 1983  | Champion Baseball                | チャンピオンベースボール         | Sport          | G-1011 | Cartouche |                                              |
| 1983  | Sindbad Mystery                  | シンドバットミステリー           | Action         | G-1012 | Cartouche |                                              |
| 1983  | Monaco GP                        | モナコＧＰ                       | Course         | G-1017 | Cartouche |                                              |
| 1983  | Sega Flipper                     | セガフリッパー                   | Action         | G-1018 | Cartouche |                                              |
| 1983  | Pop Flamer                       | ポップフレーマー                 | Action         | G-1019 | Cartouche |                                              |
| 1983  | Pacar                            | パッカー                         | Action         | G-1020 | Cartouche |                                              |
| 1983  | Sega Galaga                      | セガ・ギャラガ                   | Shoot 'em up   | G-1022 | Cartouche |                                              |
| 1983  | Space Slalom                     | スペーススラローム               | Action         | G-1023 | Cartouche |                                              |
| 1983  | Zippy Race                       | ジッピーレース                   | Course         | G-1026 | Cartouche |                                              |
| 1983  | Pachinko                         | パチンコ                         | Pachinko       | G-1027 | Cartouche |                                              |
| 1983  | Exerion                          | エクセリオン                     | Shoot 'em up   | G-1028 | Cartouche |                                              |
| 1984  |                                  |                                  |                |        |           |                                              |
| 1984  | Golgo 13                         | ゴルゴ１３                       | Shoot 'em up   | G-1014 | Cartouche |                                              |
| 1984  | Orguss                           | オーガス                         | Shoot 'em up   | G-1015 | Cartouche |                                              |
| 1984  | Pachinko II                      | パチンコII                       | Pachinko       | G-1029 | Cartouche |                                              |
| 1984  | Home Mahjong                     | ホーム麻雀                       | Jeu de société | G-1030 | Cartouche |                                              |
| 1984  | Lode Runner                      | ロードランナー                   | Action         | G-1031 | Cartouche |                                              |
| 1984  | Safari Race                      | サファリレース                   | Course         | G-1032 | Cartouche |                                              |
| 1984  | Champion Boxing                  | チャンピオンボクシング           | Sport          | G-1033 | Cartouche |                                              |
| 1984  | Champion Soccer                  | チャンピオンサッカー             | Sport          | G-1034 | Cartouche |                                              |
| 1984  | Hustle Chumy                     | ハッスルチューミー               | Action         | G-1035 | Cartouche |                                              |
| 1984  | Flicky                           | フリッキー                       | Action         | G-1036 | Cartouche |                                              |
| 1984  | Girl's Garden                    | ガールズガーデン                 | Action         | G-1037 | Cartouche |                                              |
| 1985  |                                  |                                  |                |        |           |                                              |
| 1985  | Zaxxon                           | ザクソン                         | Shoot 'em up   | G-1038 | Cartouche |                                              |
| 1985  | Champion Pro Wrestling           | チャンピオンプロレス             | Sport          | G-1039 | Cartouche |                                              |
| 1985  | GP World                         | ＧＰワールド                     | Course         | G-1040 | Cartouche |                                              |
| 1985  | Konami no Shinnyushain Tooru Kun | コナミの新入社員とおる君         | Action         | G-1041 | Cartouche | Également connu sous le nom Mikie            |
| 1985  | Konami no Hyper Sports           | コナミのハイパースポーツ         | Sport          | G-1042 | Cartouche |                                              |
| 1985  | Star Force                       | スターフォース                   | Shoot 'em up   | G-1043 | Cartouche |                                              |
| 1985  | Othello                          | オセロ                           | Jeu de société | G-1044 | Cartouche |                                              |
| 1985  | Space Invaders                   | スペースインベーダー             | Shoot 'em up   | G-1045 | Cartouche |                                              |
| 1985  | Champion Golf                    | チャンピオンゴルフ               | Sport          | C-05   | Sega Card |                                              |
| 1985  | Monaco GP                        | モナコGP                         | Course         | C-17   | Sega Card |                                              |
| 1985  | Zippy Race                       | ジッピーレース                   | Course         | C-26   | Sega Card |                                              |
| 1985  | Champion Boxing                  | チャンピオンボクシング           | Sport          | C-33   | Sega Card |                                              |
| 1985  | Star Force                       | スターフォース                   | Shoot 'em up   | C-43   | Sega Card |                                              |
| 1985  | Dragon Wang                      | ドラゴン・ワン                   | Action         | C-46   | Sega Card |                                              |
| 1985  | Zoom 909                         | ズーム909                        | Shoot 'em up   | C-47   | Sega Card |                                              |
| 1985  | Choplifter                       | チョップリフター                 | Action         | C-48   | Sega Card |                                              |
| 1985  | Pitfall II                       | ピットフォールII                 | Action         | C-49   | Sega Card |                                              |
| 1985  | Doki Doki Penguin Land           | どきどきペンギンランド           | Réflexion      | C-50   | Sega Card |                                              |
| 1985  | Drol                             | ドロール                         | Action         | C-51   | Sega Card |                                              |
| 1985  | Chack'n Pop                      | チャックンポップ                 | Action         | C-52   | Sega Card |                                              |
| 1985  | Bank Panic                       | バンクパニック                   | Action         | C-53   | Sega Card |                                              |
| 1985  | Rock n' Bolt                     | ロックンボルト                   | Réflexion      | C-54   | Sega Card |                                              |
| 1985  | Elevator Action                  | エレベーターアクション           | Action         | C-55   | Sega Card |                                              |
| 1985  | Sōkoban                          | 倉庫番                           | Réflexion      | C-56   | Sega Card |                                              |
| 1985  | Championship Lode Runner         | チャンピオンシップロードランナー | Action         | C-57   | Sega Card |                                              |
| 1985  | H.E.R.O.                         | ヒーロー                         | Action         | C-58   | Sega Card |                                              |
| 1985  | Champion Ice Hockey              | チャンピオンアイスホッケー       | Sport          | C-59   | Sega Card |                                              |
| 1985  | Hang-On II                       | ハングオンII                     | Course         | C-60   | Sega Card |                                              |
| 1985  | Bomb Jack                        | ボンジャック                     | Action         | C-61   | Sega Card |                                              |
| 1985  | C-So !                           | Ｃ-ＳＯ！                        | Action         | C-64   | Sega Card |                                              |
| 1986  |                                  |                                  |                |        |           |                                              |
| 1986  | Castle, The                      | ザ・キャッスル                   | Action         | G-1046 | Cartouche |                                              |
| 1986  | Gulkave                          | ガルケーブ                       | Shoot 'em up   | C-63   | Sega Card |                                              |
| 1986  | Ninja Princess                   | 忍者プリンセス                   | Action         | C-65   | Sega Card |                                              |
| 1986  | Super Tank                       | スーパータンク                   | Action         | C-66   | Sega Card |                                              |
| 1986  | Champion Kendō                   | チャンピオン剣道                 | Sport          | C-67   | Sega Card |                                              |
| 1986  | Wonder Boy                       | ワンダーボーイ                   | Action         | C-69   | Sega Card |                                              |
| 1986  | Champion Billiards               | チャンピオンビリヤード           | Sport          | C-71   | Sega Card |                                              |
| 1987  |                                  |                                  |                |        |           |                                              |
| 1987  | Loretta no Shōzō                 | ロレッタの肖像                   | Aventure       | G-1315 | Cartouche | Jeu Sega Mark III compatible avec la SG-1000 |
| 1987  | Black Onyx, The                  | ザ・ブラックオニキス             | Rôle           | C-72   | Sega Card |                                              |

### Source
- (ja) Sega Japon